# Joyce MacKenzie
Joyce Elaine MacKenzie Hassing (* 13. Oktober 1925 in Redwood City, Kalifornien; † 10. Juni 2021 in Hollywood, Kalifornien) war eine US-amerikanische Schauspielerin, deren Karriere von 1946 bis 1961 andauerte. Sie spielte an der Seite von Stars wie Humphrey Bogart, Robert Mitchum oder Gene Tierney und war 1953 als Jane neben Lex Barker in Tarzan bricht die Ketten zu sehen.

## Leben
Während ihrer Zeit an der High School betätigte sich MacKenzie als Sportlerin, im Zweiten Weltkrieg half sie in einer Schiffswerft aus. Nach dem Krieg arbeitete MacKenzie als Kassiererin, ehe sie 1946 von einem Talentagenten entdeckt wurde und ihre ersten Schauspielrollen erhielt. Hierzu zählen kleine, teils nicht einmal im Abspann genannte Auftritte in Morgen ist die Ewigkeit und Der Held des Tages. In den folgenden Jahren beschränkte sich ihre Karriere auf solche Kleinstrollen, darunter als Telefonistin in Frau am Abgrund oder als Krankenschwester in Der Kommandeur.
Ihre erste größere Rolle erhielt MacKenzie 1950 als Wirtin Terry im Western Der gebrochene Pfeil. Im Jahr darauf war sie zudem als Mimi im Musical An der Riviera sowie als Filmpartnerin von Robert Mitchum im Kriminalfilm Gangster zu sehen, spielte aber auch weiterhin Kleinst- und Statistenrollen. Größere Bekanntheit erlangte MacKenzie 1952 durch die Nebenrolle der Zeitungserbin Katherine Garrison im Film noir Die Maske runter mit Humphrey Bogart. Anhaltende Bekanntheit erlangte außerdem ihr Auftritt als Jane im 1953 erschienenen Abenteuerfilm Tarzan bricht die Ketten mit Lex Barker als Tarzan.
1961 beendete MacKenzie ihre Laufbahn als Schauspielerin nach einem Auftritt in der Fernsehserie Perry Mason. Sie war dreimal verheiratet. Ihre ersten beiden Ehen wurden geschieden, die dritte Ehe hielt von 1972 bis zum Tod ihres Mannes im Jahr 1980 an. Aus MacKenzies erster Ehe stammen zwei 1955 und 1956 geborene Söhne. Nach ihrer Filmkarriere arbeitete sie zeitweise als Lehrerin an der Niguel Hills Jr. High School in Laguna Niguel und zog später nach Dana Point.
MacKenzie starb am 10. Juni 2021 im Alter von 95 Jahren in einer Pflegeeinrichtung in Hollywood.

## Filmografie (Auswahl)
- 1946: Morgen ist die Ewigkeit (Tomorrow Is Forever)
- 1946: Der Held des Tages (The Kid from Brooklyn)
- 1949: Frau am Abgrund (Whirlpool)
- 1949: Der Kommandeur (Twelve O’Clock High)
- 1950: A Ticket to Tomahawk
- 1950: Destination Murder
- 1950: Stella
- 1950: Der gebrochene Pfeil (Broken Arrow)
- 1951: An der Riviera (On the Riviera)
- 1951: Ein Satansweib (His Kind of Woman)
- 1951: People Will Talk
- 1951: Gangster (The Racket)
- 1951: The Model and the Marriage Broker
- 1952: Die Maske runter (Deadline – U.S.A.)
- 1952: Wait Till the Sun Shines, Nellie
- 1952: Fünf Perlen (O. Henry’s Full House) (Szenen geschnitten)
- 1952: Night Without Sleep
- 1953: Tarzan bricht die Ketten (Tarzan and the She-Devil)
- 1953: Die lockende Venus (The French Line)
- 1954: Aufruhr in Laramie (Rails Into Laramie)
- 1961: Perry Mason (Fernsehserie, eine Folge)